# 대본초등학교
대본초등학교는 대한민국 경상북도 경주시 감포읍 대본리에 있었던 공립 초등학교이다.
폐교 이후에는 경주치즈스쿨의 활용하고 있다.

## 연혁
- 1940년 10월 8일 전촌공립보통학교 부설 간이학교 설립인가
- 1944년 4월 29일 대본국민학교로 개교
- 1996년 3월 1일 대본초등학교로 개칭
- 2010년 3월 1일 감포초등학교로 통폐합